# ميا ليهرر
ميا ليهرر (بالإنجليزية: Mia Lehrer)‏ هي مهندسة معمارية أمريكية المولد. حصلت على درجة البكالوريوس من جامعة تافتس مع شهادة في التصميم البيئي ودرجة الماجستير في الهندسة المعمارية من كلية الدراسات العليا في التصميم بجامعة هارفارد. ليهرر هي واحدة من أوائل المهنيين لدمج كل من درجاتها لتصميم المناظر الطبيعية المستدامة.

## الوظائف
وهي مؤسسة ورئيسة شركة ميا ليهرر أسوشيتس, وهي شركة هندسة المناظر الطبيعية يقع مقرها في لوس أنجلوس، كاليفورنيا. قامت بتصميم فيستا هيرموسا بارك، التي كانت أول حديقة عامة جديدة في وسط مدينة لوس أنجلوس منذ 100 عام. شاركت ليهر في تصميم وبناء مشاريع البنية التحتية المعقدة على نطاق واسع. وكانت ليهرر مؤلفًا رئيسيًا للخطة الرئيسية لتنشيط نهر لوس أنجلوس في عام 2007 وكان يعمل مع سلاح المهندسين في الجيش الأمريكي ومدينة لوس أنجلوس ومجموعات المجتمع المحلي على جهود إحياء الجهود ذات الصلة لما يقرب من 20 عامًا. في عام 2010 تم اختيارها زميلة للجمعية الأمريكية لمهندسي المناظر الطبيعية.
وفي 25 حزيران/يونيو 2014، عيّنها الرئيس أوباما لولاية مدتها أربع سنوات في اللجنة الأميركية للفنون الجميلة فازت في مسابقة لتصميم FaB بارك في الأول وبرودواي في لوس انجليس. وكان اقتراح تصميمها من بين المرشحين الأربعة النهائيين. في عام 2015، عملت ليهرر كواحد من ستة أعضاء في لجنة الاختيار لجائزة رودي برونر للتميز الحضري. ليهرر يو أيضا محاضرة في كلية الهندسة المعمارية في جامعة جنوب كاليفورنيا.

## الجوائر
- جائزة الجدارة للتصميم المؤسسي من الجمعية الأمريكية للمهندسين المعماريين المناظر الطبيعية، جنوب كاليفورنيا الفصل - لتصميمهم من حديقة الحرم الجامعي الشمالي في متحف التاريخ الطبيعي.[12]
- 2015جائزة تصميم مهرجان أيقونة AL.[13]
- 2009كما LA جوائز المهنية- تحليل وتخطيط فئة جائزة الشرف - لوس انجليس نهر إعادة تنشيط الخطة الرئيسية، لوس انجلوس كاليفورنيا.[14]

## المشاريع
- إيشيهارا بارك[15] والتحسينات الشاطئية، سانتا مونيكا، كاليفورنيا (2017)
- لوس انجليس نهر غرين الطريق[16] والدراجة المسار، لوس أنجلوس، كاليفورنيا
- لوس أنجلس نهر تنشيط[17] لوس أنجلوس، كاليفورنيا.[18]
- متحف وحرم جامعيّ، هيمت.[19]